# Ella Orr Campbell
Ella Orr Campbell (28 de octubre de 1910 – 24 de julio de 2003) fue una botánica, brióloga, y algóloga neozelandesa.

## Primeros años y educación
Campbell era natural de Dunedin, Nueva Zelanda, su madre Agnes Kinder y su padre Orr. Su madre estudió farmacia en la Universidad de Otago y su tía materna, Jane, fue una de las primeras cuatro mujeres en Nueva Zelanda en graduarse como médica. Este interés por la ciencia y la botánica demostró una influencia duradera en Campbell.
Asistió a la guardería local, y luego la primaria en George St, luego la media en Otago Girls High School. Una vez allí, su interés en la botánica fue impulsado por una amiga de la familia y botánica Helen Kirkland Dalrymple. También atribuyó su interés botánico a caminar con su padre cuando niña.

### Educación
En 1929, comenzó un curso de enseñanza de dos años en el Dunedin Training College, estudiando de manera conjunta en la Universidad de Otago, donde se había inscrito en los primeros cursos de artes, en 1928. Obtuvo su Diploma en Docencia en 1930. En 1931 regresó a la Universidad de Otago, donde se unió al Departamento de Botánica para estudiar bajo John Ernest Holloway agregando geología, química, y botánica a sus títulos más tempranos de artes.

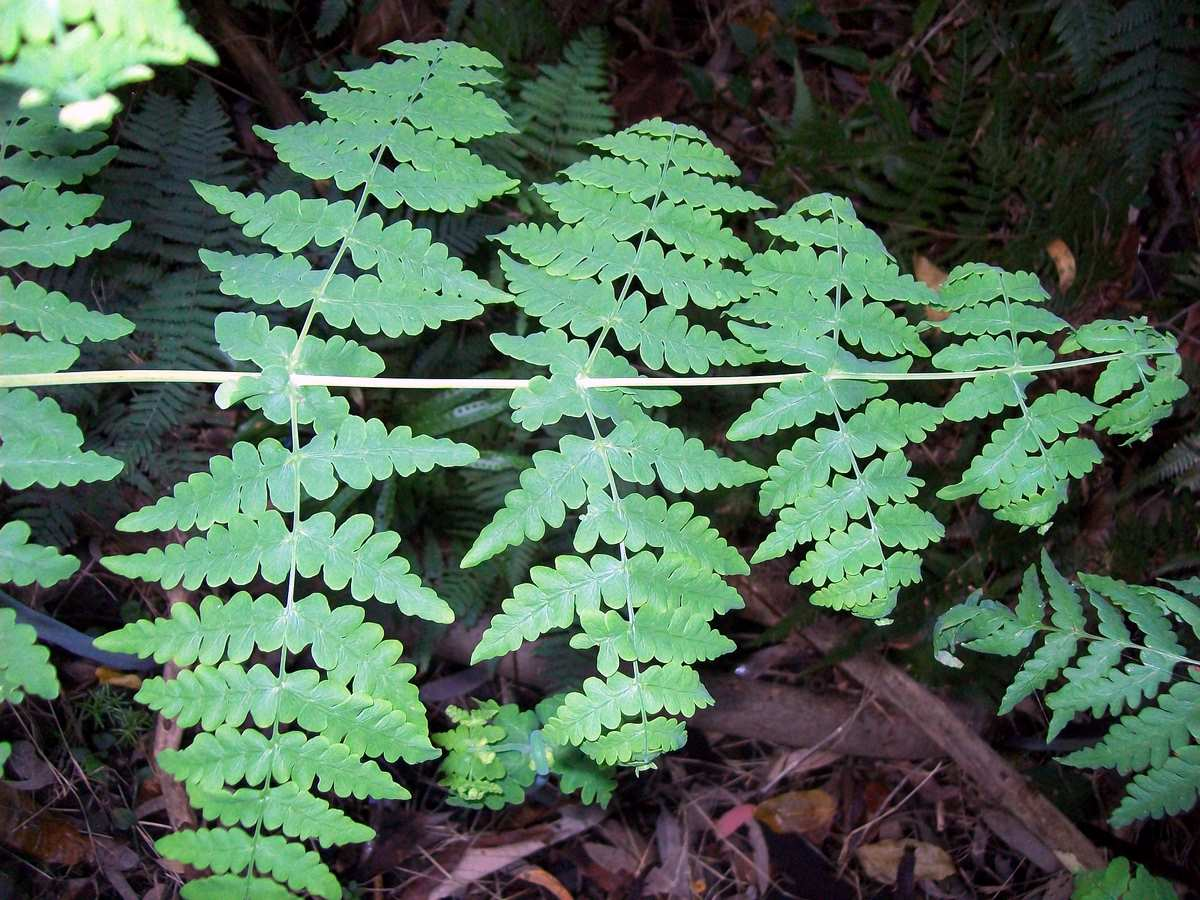
Helecho Histiopteris incisa

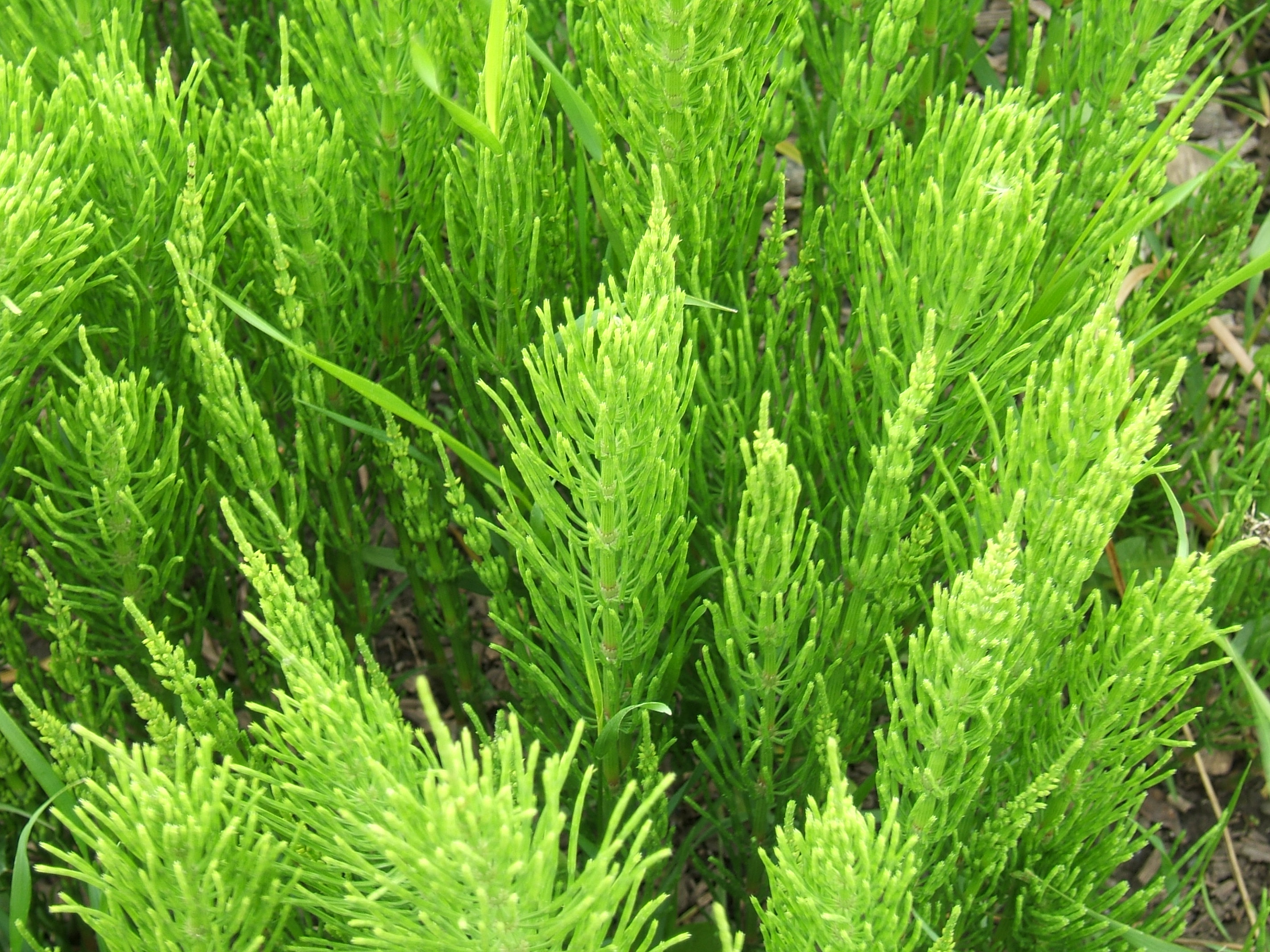
Follaje de Equisetum arvense

Luego se graduó con un M.Sc. en 1934. Su tesis fue la fuente de su primera publicación publicado en Transactions of the Royal Society of New Zealand en 1936 – "The embryo and stelar development of Histiopteris incisa".

### Carrera
Tras graduarse, enseñó en Waitaki Girls' School de Oamaru por un año y luego se convirtió en profesora ayudante de botánica en la Universidad Victoria en Wellington. Al año siguiente regresó a la Universidad de Otago, ahora trabajando junto a Holloway, donde permaneció hasta 1944. Aprendió alemán y era lo suficientemente fluido para dar clases en el Jardín Botánico de Berlín.
Fue la primera mujer en el personal de la Facultad de Massey Agricultural (hoy Massey University) al unirse al Departamento de Botánica Agrícola en 1945. Daba clases de morfología vegetal y de anatomía; haciendo excursiones de investigación a Himatangi Beach, isla de Kapiti, y al Parque Nacional de Tongariro. Sus proyectos de investigación incluyeron estudios relacionados con las micorrizas de orquídeas y morfología y taxonomía de las hepáticas talosas. Fue coautora del texto Agricultural Botany (primera publicación de 1954; 2ª ed. 1960 y más recientemente reimpreso en 1997)
Para su 80.º natalicio se publicaron muchos artículos académicos sobre hepáticas (37), orquídeas (14), humedales (5), otros tópicos (10). Campbell también escribió artículos de renombre internacional sobre las "asociaciones de micorrizas de achlorophyllous micotrófica orquídeas terrestres de Nueva Zelanda, Gastrodia cunninghamii, G. aff. Sesamoides, G. minor, Molloybas Cryptanthus y Danhatchia australis". Continuó con investigaciones y publicó como investigadora asociada durante más de dos décadas, y se retiró en 2000 a los 90.
- La abreviatura «E.O.Campb.» se emplea para indicar a Ella Orr Campbell como autoridad en la descripción y clasificación científica de los vegetales.[10]